# Lake Rotoroa (Tasman)
Lake Rotoroa – jezioro położone w regionie Tasman, na Wyspie Południowej, w Nowej Zelandii, w regionie Canterbury.

## Charakterystyka jeziora
Lustro wody jeziora znajduje się na wysokości 552 m n.p.m. Jego maksymalna głębokość wynosi 145 m.

## Geografia
Jezioro położone jest na terenie Parku Narodowego Nelson Lakes. Od południa jezioro zasilane jest wodami rzek D’Urville River oraz Sabine River, natomiast na północy uchodzi z niego Gowan River. Na zachodzie usytuowane jest pasmo górskie Breaburn Range, a na wschodzie Muntz Range.